# Макфадден, Татьяна
Татьяна Макфадден (англ. Tatyana McFadden; род. 21 апреля 1989 года, Ленинград, СССР) — американская паралимпийская спортсменка российского происхождения, 8-кратная чемпионка Паралимпийских игр в гонках на инвалидных колясках среди женщин на короткие, средние и длинные дистанции в международном паралимпийском функциональном классе спортсменов T54, включающей участников с по крайней мере частично сохранной функцией верхних половины тела и конечностей.
В 2016 году на XV летней Паралимпиаде в Рио-де-Жанейро Татьяна стала лауреатом премии за достижения имени доктора Ванг Юн Дай

## Биография

### Обстоятельства рождения и болезнь
Родилась в 1989 году в Ленинграде с многочисленными пороками нижней половины тела (грыжей позвоночника (латин. spina bifida), и вследствие этого параличом нижних конечностей и проблемой функционирования тазовых органов), из-за которых от неё сразу после рождения отказалась мать. Девочка попала в городской Дом ребёнка № 13, где интеллектуально развивалась нормально, несмотря на физические недостатки, а суровые условия помогли закалить её волю.
Отец Татьяны — инженер, работавший в районе Чернобыля, и на здоровье ребёнка могло повлиять облучение отца в результате аварии на атомной электростанции.

### Жизнь в Доме ребёнка и варианты дальнейшего устройства
В начале 1990-х годов из-за трудностей экономического положения России полноценного развития и оказания всесторонней медицинской помощи детям из домов ребёнка ожидать было трудно, и из-за отсутствия средств на инвалидную коляску ей пришлось даже научиться передвигаться на руках.
В 4 года Татьяна проходит городскую комиссию по дальнейшему устройству выпускников домов ребёнка, оценивавшую состояние здоровья, физического и интеллектуального развития. В числе детей с множественными нарушениями, в том числе психическими, она определяется в детский дом-интернат № 4 в Павловске несмотря на то, что ограничена лишь в способности передвигаться, но в интернат в итоге не попадает.
По словам директора Дома ребёнка Н.Никифоровой, у них появилась занимавшаяся вопросами усыновления по всему миру Дебора Макфадден, советник по правам детей-инвалидов при правительстве США во время президентства Рональда Рейгана, которую директор привлекает к поискам новой семьи для Татьяны.

### Удочерение в США
Дебора МакФадден вспоминает, что не собиралась сама усыновлять никого, а тем более 6-летнего парализованного ребёнка, едва пережившего раннее детство вопреки ожиданиям, но, вернувшись в гостиницу после посещения Дома ребёнка, не могла забыть Татьяну. Директор Н.Никифорова говорит, что Д.МакФадден впервые увидела Татьяну, когда девочке было 4 года, и через два года при встрече с директором получила от руководителя детского учреждения напоминание об обещании помочь устроить ребёнка в семью.
Удочерение Татьяны Деборой МакФадден состоялось в 1994 году. В 1997 году Дебора через Н.Никифорову знакомится с биологической матерью Татьяны, и они затем поддерживают отношения. В семье Деборы воспитываются и две приёмные дочери из Албании — Ханна (Hannah) и Рути (Ruthi).
Приёмная мать покупает Татьяне инвалидную коляску, занимается её медицинской и социальной реабилитацией и знакомит её с различными спортивными дисциплинами для укрепления организма: плаванием, гимнастикой, баскетболом на колясках и горными лыжами, принимаясь за которые с энтузиазмом, Татьяна, по словам Деборы, неизменно отказывалась от помощи, говоря: «Я сама».
В возрасте 15 лет Татьяна выступает на своих первых Паралимпийских играх — в Афинах. В конце лета того же года она поступает учиться в Атолтонскую среднюю школу (Атолтон Хай Скул) в районе Колумбия в округе Хауард в американском штате Мэриленд.
Татьяна хочет участвовать в легкоатлетической команде школы, но накануне первой тренировки получает отказ в допуске от тренера. После жалобы матери Татьяне разрешили проделать 400-метровку на инвалидной коляске, но отдельно ото всех — после остальных участников, что для неё было унизительно: она хотела считаться полноправной участницей соревнований и претендентом на победу в них, а не инвалидом — лишь предметом сочувствия.
Дебора с Татьяной подали иск о защите от дискриминации против окружного управления образования (Howard County Public School System) во исполнение Закона об американцах-инвалидах, запретившего дискриминации инвалидов, принятого по инициативе администрации Президента Дж. Буша ещё в 1990 году, когда Дебора работала главой Управления США по нарушениям развития. Целью иска было получение разъяснения порядка применения в области школьного спорта положений о правах инвалидов данного закона.
В 2006 году решением судьи Татьяна получила возможность соревноваться, а в следующем году было достигнуто окончательное соглашение со школой. Затем законодатели штата Мэриленд, а потом и более десятка других штатов приняли решения о расширении прав участия инвалидов в школьных спортивных состязаниях. Благодаря юридическому успеху дела Татьяны в школьную легкоатлетическую команду попала и другая приёмная дочь Деборы — Ханна, которая ходит на протезе ноги. Она на семь лет младше Татьяны.
Спортивная стипендия (англ. athletic scholarship) позволила Татьяне стать студенткой Университета Иллинойса. Такие стипендии становятся все более доступны инвалидам. Спортивной карьере Татьяны помогают спонсоры, в частности BP, показывавшая её в чёрно-белой телерекламе во время олимпийских соревнований.